# 庫馬雷沃港
11°29′10″N 69°21′1″W / 11.48611°N 69.35028°W
庫馬雷沃港（西班牙語：Puerto Cumarebo），是委內瑞拉的城鎮，位於該國西北部法爾孔州，是薩莫拉市的首府，處於聖安娜德科羅以東40公里，始建於1845年5月17日，海拔高度13米，面積393平方公里，人口33,166，人口密度每平方公里81人。